# Kim Tok-hun
Kim Tok-hun (kor. 김덕훈; ur. 1961) – północnokoreański polityk. W latach 2014–2020 wicepremier Koreańskiej Republiki Ludowo–Demokratycznej. Od 2020 do 2024 premier Koreańskiej Republiki Ludowo–Demokratycznej.

## Życiorys
Był delegatem ds. współpracy KRLD z Koreą Południową. 30 kwietnia 2014 objął urząd wicepremiera. W maju 2016 został członkiem Komitetu Centralnego PPK. 11 kwietnia 2019 wszedł jako zastępca członka w skład Biura Politycznego Partii Pracy Korei. 31 grudnia tego samego roku został pełnoprawnym członkiem, jednocześnie powierzono mu stanowisko szefa działu kadr partii. Zdobył aprobatę Najwyższego Przywódcy Kim Dzong Una, po odkryciu w lutym 2020 skandalu korupcyjnego obejmującego ośrodki szkolenia kadr. W kwietniu 2020 został przewodniczącym komisji budżetowej w Najwyższym Zgromadzeniu Ludowym.
13 sierpnia 2020, w następstwie rozwoju pandemii wirusa COVID-19 i powodzi, która nawiedziła południową część kraju, objął urząd premiera KRLD. 29 grudnia 2024 zakończył urzędownie. Jego następcą został Pak Thae-song.